# Michel Dorion
Pour les articles homonymes, voir Dorion.
Michel Dorion est une drag queen montréalaise et une personne importante culturelle de la communauté LGBTQ+  québécoise. Dorion travaille en tant que drag queen depuis 1988, et est connu pour ses personnifications de Céline Dion, le Bar le Cocktail et le spectacle de Drag Queens locales, Illusion, qui a lieu dans le cadre de Fierté Montréal.

## Biographie

### Début de carrière
À ses 18 ans, ses amis l'amènent dans le Village Gai de Montréal où il a vu ses premières drag queens. Un mois après cette sortie, il s'inscrit dans un concours de drag queen dans un bar du Village et le remporte pour devenir la première Miss Cabaret L’Entre-peau,.

### Bar le Cocktail
En 2008, il fonde le Bar le Cocktail qui est devenu un des deux bars principaux de drag queens de Montréal,.  

### Dorion chante Dion
Ce spectacle est le spectacle solo le plus connu de Michel Dorion. En total, le spectacle était présenté à 8 reprises: 5 fois au Théâtre National de Montréal, 2 fois à la 5e salle de la Place des Arts et une fois au défunt Spectrum de Montréal,.  

### Illusion
Depuis 2014, Michel Dorion anime un des plus grands spectacles de drag queens locales à Montréal lors de Fierté Montréal. En août 2018, Dorion a ouvert les festivités de Fierté Montréal avec sa plus grande édition au Parc des Faubourgs avec plus de 150 personnes sur scène, dont 24 étaient des drag queens.

## Filmographie
En 2006, Michel fait des apparences à l'émission québécoise, C.A., en 2011 à la web réalité, Moon Daze TV et en 2017 dans le court métrage, Le Blogueur, du cinéaste montréalais, Lorenzo Sterzi. 

## Discographie
En juin 2015, Michel Dorion lance sa première chanson, Making up (une seule vie),.